# Вульфхер (король Мерсии)
Вульфхер (англ.  Wulfhere) — король Мерсии (годы правления: 658—675 гг.) Сын Пенды. Имя матери Вульфхера нигде не упоминается, но так как Беда Достопочтенный называет только одну жену Пенды королеву Киневису, то, весьма вероятно, что она и была матерью Вульфхера. Дата рождения Вульфхера неизвестна, но Беда говорит, что ко времени своего вступления на престол в 658 году он был молодым человеком. О детстве Вульфхера неизвестно почти ничего. У него были два брата Педа и Этельред, и две сестры, Кинебурга и Кинесвита; также возможно, что Меревалх, король Магонсета, был братом Вульфхера.

## Биография
После гибели отца Пенды и брата Педы, вся Мерсия перешла под контроль короля Нортумбрии Освиу. Однако где-то в конце 658 года три мерсийских дворянина - Эдберт, Эфа и Иммин изгнали наместников Освиу и провозгласили Вульфхера королём. По-видимому, Освиу был занят войной с пиктами в северной Британии, и потому не смог подавить восстание мерсийцев.
В отличие от отца, Вульфхер был христианином, однако неизвестно, когда и при каких обстоятельствах он крестился. Возможно, это было одним из условий его примирения с Освиу.
При нём в Мерсии появился первый епископ, Трумхер, однако наиболее известными церковными деятелями его эпохи являются епископы Яруман, Чед Мерсийский и Вильфрид Йоркский. Вульфхер продолжал помогать монастырю в Медсхэмстеде, основанному Педой. Он принял у себя епископа Вини, изгнанного из Уэссекса, и помог ему занять кафедру в Лондоне.
В 660 г. Вульфхер женился на Эрменхильде, дочери Эрконберта Кентского. Этот брак должен был способствовать политическому и экономическому сближению двух королевств и, возможно, он был также важным фактором, повлиявшим на обращение Вульфхера и его народа в христианство. Впоследствии Вульфхер поддерживал в борьбе за кентский трон своего племянника Эдрика против Хлотхера.
Отношения Вульфхера с епископом Вильфридом зарегистрированы в «Житии Вильфрида» Эддиуса. На протяжении 667—669 годов, в то время, когда Вильфрид жил в Рипоне, Вульфхер часто приглашал его к себе в Мерсию, когда ему нужны были услуги епископа. Согласно Эддиусу, Вульфхер вознаграждал Вильфрида «многочисленными наделами земли», на которых Вильфрид «вскоре основывал церкви для слуг божьих».
При его правлении основанное его братом Педой аббатство в Медесхемстеде (в современном Питерборо) стало весьма процветающим. Король был очень привязан к нему и согласно Англосаксонской хронике не жалел на него ни серебра, ни золота, ни земель. Монастырь был достроен в 664, на седьмом году правления короля Вульфхера и торжественно освящён. Дарения земель монастырю засвидетельствовали помимо Вульфхера, король Нортумбрии Освиу, короли Эссекса Сигехер и Себби, брат короля Этельред, его сестры Кинебурга и Кинесвита, а также архиепископ Деусдедит, мерсийский епископ Яруман и ещё многие церковные деятели той эпохи.
Вульфхер проводил активную завоевательную политику по отношению к соседям. В 661 г. он разбил Кенвалха и захватил Уэссекс до долины Меона. Западные саксы были вынуждены перенести свою столицу из Дорчестера на юг, в Винчестер. Около 665 г. Вульфхер подчинил себе Сассекс и восстановил там христианство. Вульфхер стал крестным отцом Этельвалха Сассекского, помог тому захватить остров Уайт и послал туда священника Эоппу проповедовать христианство. Не менее активен Вульфхер был на западе. Он подчинил своему влиянию Хвикке, а также Рокенсет и Магонсет, образовавшиеся на месте бывшего бриттского королевства Пенгверн. В некоторых из подчиненных королевств правили родственники Вульфхера, например, Фритувольд в Суррее и Меревалх в Магонсете. Таким образом, Вульфхер стал самым могущественным англосаксонским королём, хотя «Англо-саксонская хроника» и не включает его в число бретвальд.
Беда Достопочтенный не причисляет его к правителям, которые осуществили абсолютную власть, но современные историки полагают, что возвышение королевства Мерсия началось в его господство. Он, по-видимому, был эффективным повелителем Британии южнее Хамбера с начала 660-х годов, хотя и не был повелителем Нортумбрии как его отец. Хотя Беда не упоминает Вульфхера в своем списке верховных королей, он, без сомнения, обладал значительной властью в Южной Англии. Когда он вторгся в Нортумбрию, в составе его войска были отряды почти из всех англосаксонских королевств.
Документ под названием Племенной Hidage (Tribal Hidage) может датироваться периодом правления Вульфхера. Составленный прежде, чем множество маленьких народов были поглощены в большие королевства, такие как Mercia, это запись народов англосаксонской Англии, наряду с оценкой собственности, в том числе земли. Так как этот документ, очевидно, был создан после того, как в этой местности появилась грамотность вместе с христианским духовенством, то Племенной Hidage, вероятно, был создан в середине или в конце седьмого столетия. Но до настоящего времени документ точно не датирован. Некоторые ученые считают что документ появился во время правления или Оффы Мерсийского (757—796), или Эдвина Святого короля Нортумбрии (585—633), или Освиу короля Нортумбрии (612—670).
Согласно англосаксонской хронике в 661 году Вульфхер зарегистрирован в как разорил Эскесдун изматывающий Ashdown, на Западной Саксонской территории. Gewisse, мысль, чтобы быть оригинальной группой, из которой происходили Западные Саксы, кажется, первоначально обосновались в верхней долине Темзы, и что отчеты переживают шестого столетия, показывают им активный в той области. Всплеск Mercian под Wulfhere разместил их под серьёзным давлением. Также в раннем 660s, Запад Saxon видит Дорчестера, в той же самой области, был разделен, и новая епархия, настроенная в Винчестере. Это решение было вероятно реакцией на прогресс Mercians в традиционный центр Западных Саксов, уезжая из Дорчестера опасно близко к границе. В течение нескольких лет видит Дорчестер, был оставлен; точная дата не известна, но это было вероятно в середине 660s. В дополнение к нападению на Ashdown, Wulfhere совершил набег на остров Уайт в 661. Он впоследствии дал и остров и территорию Meonware, которые растягивают во всю длину реку Meon, на материке к северу от острова Уайт, его Королю крестника Тthelwealh Южных Саксов. Кажется вероятным, что правящая династия на острове нашла эти меры приемлемыми до некоторой степени, так как Западные Саксы, под Cædwalla, истребляли всю семью, когда они пошли в своё собственное наступление на острове в 686. После завоевания острова Уайт, Wulfhere приказал, чтобы священник Eoppa предоставил крещение жителям. Согласно Хронике, это было первым разом, когда крещение христианина достигло острова. В раннем 670s Король Cenwealh Уэссекса умер, и возможно в результате напряжения, вызванного военной деятельностью Wulfhere’s Западное Саксонское фрагментированное королевство, и приехал, чтобы управляться underkings, согласно Bede. В конечном счете эти underkings были побеждены, и королевство воссоединено, вероятно Cædwalla, но возможно Centwine. Спустя десятилетие после смерти Wulfhere’s, Западные Саксы под Cædwalla начали агрессивное расширение на восток, полностью изменяя большую часть прогресса Mercian. В дополнение к тому, чтобы быть крестником Wulfhere’s, у Короля Æthelwealh Южных Саксов была связь с Mercians через брак. Его женой была Королева Eafe, дочь Eanfrith Hwicce, племя, территорию которого кладут на юго-запад Mercia. У Hwicce была их собственная королевская семья, но кажется, что в этой дате они были уже зависимы от Wulfhere: брак между Æthelwealh и Eafe, возможно, хорошо имел место в суде Wulfhere’s, так как известно, что Æthelwealh был преобразован там. Королевство Hwicce иногда расценивается как создание Penda’s, но одинаково вероятно, что королевство существовало независимо от Mercia, и что Penda и влияние увеличения Wulfhere’s в области представляли расширение власти Mercian, а не создание отдельного юридического лица.
Почти ничто не известно об отношениях Мерсии с Восточной Англией в то время. В 664 году умер от чумы король Восточной Англии Этельвольд, и ему наследовал Эльдвульф, правивший на протяжении пятидесяти лет. Восточная Англия ранее была во власти Нортумбрии, но не сохранилось никаких свидетельств, что это продолжалось и после вступления Вульфхера на престол. В том же 664 году от той же эпидемии чумы умер и Свитхельм король восточных саксов и ему наследовали два его сына Сигхер и Себби; Беда называет их — «правители… при Вульфхере, короле Мерсии». Под влиянием чумы Сигхер с частью своего народа оставил христианскую веру и стал отступником. Сам король и большинство его подданных, знатных и простых, начали восстанавливать заброшенные капища и поклоняться идолам, словно это могло защитить их от чумы. Как только король Вульфхер узнал, что часть королевства отреклась от веры, он послал епископа Ярумана и других священников, чтобы исправить заблуждения и вернуть королевство к истинной вере. Яруман действовал с великим благоразумием, поскольку был человеком религиозным и добрым; проехав повсюду, он преуспел в возвращении народа и короля Сигхера на путь праведности. В результате они забросили или разрушили воздвигнутые ими капища и алтари и вновь открыли церкви.
Яруман не был первым епископом Личфилда; Беда упоминает его предшественника Трумхера, но ничто не известно ни о действиях Трумхера, ни кто назначил его. Из этих событий видно, что влияние Освиу на юге уменьшилось к этому времени (если ещё не прежде), и что Вульфхер теперь доминировал над этими областями. Это становится ещё более ясным, когда между 665 и 668 годами Вульфхер продал епископскую кафедру в Лондоне некому Вину, который был выслан из западно-саксонской епархии Кенвалхом. Лондон же в тот период находился в пределах территории восточных саксов .
Эрконберт был король Кента во вступлении Wulfhere’s, и эти две семьи стали связанными, когда Wulfhere женился на дочери Eorcenberht’s Eormenhild. В сыне 664 Eorcenberht’s Egbert преуспел к трону Kentish. Ситуация в Кенте в смерти Egbert’s в 673 ясно не зарегистрирована. Кажется, что год прошёл прежде, чем Hlothhere, брат Egbert’s, стал королём. У Wulfhere, возможно, был интерес к последовательности, как через его брак Eormenhild он был дядей двух сыновей Egbert’s, Eadric и Wihtred. Это размышлялось, что Wulfhere действовал как эффективный правитель Кента в междуцарствии между смертью Egbert’s и вступлением Hlothhere’s. Другая связь Mercian с Кентом была через Merewalh, короля Magonsæte, и следовательно подкороля при Wulfhere. Merewalh, кто, возможно, был братом Wulfhere’s, был женат на сестре Hlothhere’s, Eormenburh. Суррей не зарегистрирован, как всегда будучи независимым королевством, но был по крайней мере областью, которая находилась под контролем различных соседей в разное время. Этим управлял Egbert до раннего 670s, когда чартер показывает Wulfhere подтверждение гранта, сделанного Епископу Eorcenwald Frithuwold, подкоролю в Суррее, который, возможно, расширил север в современный Бакингемшир. сам Frithuwold был вероятно женат на Wilburh, сестре Wulfhere’s. чартер, сделанный из Thame, датирован между 673 и 675, и это была вероятно смерть Egbert’s, которая вызвала вмешательство Wulfhere’s. Свидетель по имени Frithuric зарегистрирован на чартере в господстве преемника Wulfhere’s, Æthelred, делая грант к монастырю Питерборо, и аллитерация, обычная в англосаксонских династиях, привела к предположению, что эти два мужчины, возможно, оба произошли из Средней относящейся к англам династии, с Wulfhere, возможно помещавшим Frithuwold в трон Суррея. Чартер засвидетельствован тремя другими подкоролями, названными Osric, Wigheard, и Æthelwold; их королевства не идентифицированы, но чартер упоминает Sonning, область в том, что является теперь восточным Беркширом, и может случиться так, что один из этих подкоролей был правителем Sunningas, людьми той области. Это в свою очередь подразумевало бы доминирование Wulfhere’s той области к тому времени. влияние Wulfhere’s среди Lindesfara, территория которого, Lindsey, откладывает то, что является теперь Линкольнширом, известно от информации о епископальной власти. По крайней мере один из епископов Mercian Lichfield, как известно, осуществил власть там: Wynfrith, кто стал епископом на смерти Чеда в 672. Кроме того известно, что Wulfhere дал землю в Холме на Хамбер, в Lindsey, к Чеду, для монастыря. возможно, что у Чеда также была власть там как епископ, вероятно не позже чем 669. может случиться так, что политическое основание для епископального контроля Mercian Lindesfara было положено рано в господстве Wulfhere’s, под Trumhere и Jaruman, двумя епископами, которые предшествовали Чеду.

## Нападение на Нортумбрию и Уэссекс
В 674 году Вульфхер почувствовал себя настолько сильным, что решил напасть на сына Освиу Эгфрита. В «Житии Вильфрида» Eddius’s говорит, что Вульфхер "созвал все южные народы против [Нортумбрии]. Беда ничего не сообщает об этой войне, также она не упомянута и в Англосаксонской хронике, но согласно Eddius, Эгфрит победил Вульфхера, вынудил его уступить Линдси Lindsey, и выплатить дань. Вульфхер пережил это поражение, но в результате этого, очевидно, потерял некоторую степень контроля над югом; в 675 году Эсквин, один из королей западных саксов, бился с ним в Биданхефорде. Не известно, где точно проходило это сражение (по-видимому, всё же в нынешнем графстве Уилтшир), а также, кто был победителем. Генрих Хантингдонский, историк XII столетия, у которого, видимо, был доступ к версиям Англосаксонской хроники, теперь утерянной, полагал, что мерсийцы победили в этом «ужасном сражении», и замечал, что Вульфхер унаследовал «доблесть своего отца и деда». Другие историки, однако, предполагают, что Эсквину удалось остановить нашествие мерсийцев на Уэссекс.

## Смерть и семья Вульфхера
Вскоре после этого Вульфхер умер в том же 675 году, после 17 лет правления и когда ему было около 35 лет от роду. Причиной смерти, согласно Henry Хантингдона, стала болезнь.
Вульфхер был женат на Эрменхильде, дочери короля Кента Эрконберта; дата этого брака не известна, также как не сохранились в самых ранних источниках и сведения о детях от этого брака. Хотя Кенред, который был королём Мерсии с 704 по 709 год, назван в хронике летописца XII века Иоанна Вустерского сыном Вульфхера. Другим возможным сыном мог быть Бертвальд один из зависимых королей, который засвидетельствован как племянник Этельреда I. Дочерью Вульфхера возможно была святая Вербурга, аббатиса Эльская, засвидетельствованная как его дочь в рукописи XI века.
История монастыря Св. Петра в Глостере написанная в XI столетии называет двух других женщин, Eadburh и Eafe женами Вульфхера, но это мало вероятно.
Вдова Вульфхера Эрменхильда, как полагают, поздне стала аббатисой Эльской.
Он был первым христианским королём всей Mercia, хотя не известно, когда или как он был преобразован. Его вступление отметило конец Oswiu сверхсветлости Нортумбрии южной Англии, и Wulfhere расширял его влияние на большую часть той области. Его кампании против Западных Саксов привели к контролю за Mercian большой части долины Темзы. Он завоевал остров Уайт и долину Meon и дал их Королю Æthelwealh Южных Саксов. Он также имел влияние в Суррее, Эссексе, и Кенте.
670, когда Oswiu умер, Wulfhere был самым сильным королём в южной Великобритании. Он был эффективно повелителем Британского юга Хамбера от раннего 660s, хотя не повелитель Нортумбрии как его отец был.
При нём закончилась война с Нортумбрией решением синода в Уитби, установившим окончательную границу между двумя королевствами (664).
Воевал он со всеми окрестными королями, в разное врем и с разным успехом, то, иногда побеждая, а иногда и был побеждён. Однако подробности этих войн нам мало известны. Достоверно только, что Волфер взял в плен в плен короля суссекского Адельвалка и после завоевания его королевства увёз того в Мерсию. Аделвалх, находясь там в плену, принял христианство и Волфер подарил ему завоёванный им же остров Вигг. Есть причины думать, что Волфер покорил также и короля эссекского; ибо известно, что он возвёл в епископы некого Вину на епископство Лондонское.
Когда Волфер вступил на престол, Мерсия пребывала ещё в идолопоклонстве, но потихоньку он принял крещение и приказал воспитывать своих детей в христианской вере.